# Галицијски Јевреји
Галицијски Јевреји су подгрупа Ашкеназких Јевреја из географског подручја Галиције (западна Украјина, градови Лавов, Ивано-Франковск, Тарнопил), јужни део Пољске (Војводство поткарпатско и Војводство малопољско). За време Аустро-угарске монархије то је била краљевска провинција. Галицијски Јевреји су говорили јидишом.

## Демографија
На крају Новог века Јевреји су били по популацији трећа најбројнија група, након Пољака у Украјинаца. За време Аустро-уграске анексије (прва подела Пољске) Галиције 1772. године, у Галицији је живело око 150.000 до 200.000 Јевреја, што је иуносило око 5—6,5% укупне популације. До 1857. јеврејска попуцалија је нарасла на 449.000, илити 9,7% укупне популације. Године 1910. било је 872.000 Јевреја, 10,9% укупне популације, уз 45,4% Пољака, 42,9% Украјинаца и 0,8% Немаца.

## Социјална позиција Јевреја у Галицији
Вечина Јевреја било је сиромашно и углавном су се бавили мањим радњама и предузећима. Као занатлије били су кројачи, столари, шеширџије, златари и бавили оптиком. Готово 80% свих кројача у Галицији били Јевреји. У градовима највише су се бавили трговином (велепродаја, малопродаја). Због јеврејске склоности ка образовању, лакше су превазилазили баријере. Процентуално, Јевреји су имали доста већи број интелектуалаца од Пољака и Украјинаца. Од 1700 доктора у Галицији, 1150 су били Јевреји. Јевреји су чинили 41% радника у култури, театрима и кинематографима, 65% бријача, 43% стоматолога и 45% медицинских сестара. 2200 Јевреја је било адвоката.
Галицијски Јевреји су дали 4 лауреата нобелове награде.: Изидор Изак Раби (физика), Роалд Хофман (хемија), Жорж Чарпак (физика) и Шмуел Јосиф Агнон (књижевност).

## Историја
За време Аустро-угарске владавине популација Јевреја је брзо порасла. Поред високе наталитете и због погрома у Руској Империји. По градовима Јевреји су чинили једну трећину популације и постали су битан елемент локалне економије (трговина). Поред трговине почели су да иду и у владне, политичке институције; 1897. 58% државних службеника и судија су били Јевреји. За време 19. века Галиција и главни град Галиције, Лавов, постали су средиште јеврејског језика јидиша. Лавов је био прво град у свету са дневним часописом у јидишу, Lemberger Togblat.
На крају Првог светског рата Галиција је постала поприште пољско-украјинског рата, који је избио новембра 1918. За време конфликта 1200 Јевреја је ушло у украјинску галицијску армију (укр. Українська Галицька Армія) у јеврејски ударни батаљон (укр. Жидівський пробойовий курінь). У замјену добили су у Парламенту Западноукрајинске Народне Републике 10% места, где су били до распада, годину касније. Западноукрајинска Влада је поштовала јеврејску неутралност према пољско-украјинском конфликту, тако да је и председник државе, Евгениј Петрушевич, забранио присилно новаћење Јевреја. Украјинска армија је (заједно са про-украјинском јеврејском војском) претрпела велике губитке у боју против пољске војске, генерала Едварда Ридз-Смиглија, када су се повукли из Галиције.
Пољски губици су износили око 10000 мртвих и рањених док су Украјинци са Јеврејима изгубили око 15000 војника. Упркос неутралности Јевреја, више су допринелу Украјинској страни и та чињеница сама изазвала је велико одушевљење у украјинском штампи. Савет министра Западноукрајинске државе је тако и подржао јеврејске жртве пољског погрома у Лавову. Злочине над Јеврејима је ипак радила и украјинска страна, поготово у руралним деловима Галиције. Од 22. до 26. марта 1919. године десили су се масакри Јевреја код Житомира (500-700 мртвих) од војника украјинске републиканске армије (војска Украјинске Народне Републике) Симона Петљуре. Главни организатор погрома над Јеврејима је био сам војни министар Украјинске Народне Републике . Симултани украјински погроми над Јеврејима десили су се и у Бердичеву, Умању, Черњакову и другим крајевима. И за време совјетске Украјине Јевреји нису имали мира.

#### Мировни договор у Риги
После победе пољске војске (1920) Галиција је анексирана Пољском. У Пољској Јеврејима и Украјинцима у Галицији није било дозвољено радити у државним службама (железница, пошта, телеграф), мере према њима су у том смислу биле деликатне, више су личиле на народну дискриминацију. Пољаци су према њима водили и велику полонизацију. Пре почетак Првог светског рата, у Аустро-угарској монархији, у Галицији је било 2420 украјинских школа, 1938. остало их је још 352.
Пољско-совјетски рат (1919-1921), који је био након пољско-украјинског рата завршен је мировним договором у марту 1921. у Риги. Границе су остале непромењене до поделе Пољске 1939, између Трећег рајха и Совјетског Савеза. Тако је септембра 1939. вечина Галиције припала Совјетском Савезу. Након распада Аустро-угарске и због многих народних мањина по разним државама, версајским споразумом (1921) повећана су њихова права. Као један од потписника био је и пољски председник Јан Падревски. Према томе, у другој Пољској Републики (1918-1939) Требало је да Јевреји имају иста права као остали грађани, као и слободу према вери, са својим верским празницима. Совјетског Савеза (званично) на Версајском споразуму није било, јер се тада у Русији водила револуција и због већ потписаног Брест-литовског мира (1918). За време друге Пољске републике пуно Јевреја је прешло из Совјетског Савеза у Пољску. Према пољском попису 1921. је било 2.845.364 Јевреја, 1938. 3.310.000. Од времена Пољско-совјетског рата 1919-1921 до 1938. јеврејска популација Пољске је повећана за 464.000 Јевреја.
Већина Галицијских Јевреја је нестало у Другом светском рату услед Холокауста. Преживели су се преселили у Израел, САД, Уједињено Краљевство и Аустралију. Мањи део првобитне популације је остао у Украјини и Пољској.

## Култура
Галицијски Јевреји су били више емотивнији и вернији него латвијски Јевреји, за које су говорили да су необразовани. Са презиром су их називали цејлем-коп, тако су их неки звали и хришћани. То је и последица јеврејских секта, хасидизам (секта Хабад Љубавичи) је био најјачи у Галицији, док су се у Латвији борили против хасидизма, један од најпознатијих Јевреја је био Гаон из Вилњуса.
Галицијски Јевреју су, као и многи на истоку Европе, служили јидишом. Галицијска кухиња је имала више слатког јела, чак су и шећер стављали у рибу.